# Барретт, Спенсер
Спенсер Барретт (Spencer Charles Hilton Barrett, род. 7 июня 1948 года) — британо-канадский эколог, биолог-эволюционист и ботаник, специалист по репродуктивной биологии и генетике цветущих растений. Профессор Торонтского университета (эмерит), член Канадского (1998) и Лондонского (2004) королевских обществ, иностранный член НАН США (2020).

## Биография
Окончил с отличием Редингский университет (бакалавр, 1971), где учился с 1967 года, кафедру сельскохозяйственной ботаники.
Степень доктора философии получил в Калифорнийском университете в Беркли в 1977 году на кафедре ботаники, занимался там с 1972 года.
С 1977 года в Торонтском университете: первоначально ассистент-профессор, с 1982 года на постоянном контракте, с 1986 года профессор.
В 2008 году стал Университетским профессором Торонтского университета.
В 2018 году уходит в отставку.
С 1992 года также ассоциированный исследователь кафедры ботаники Королевского музея Онтарио.
Также является заслуженным приглашённым профессором Уханьского университета (Китай) и являлся экстраординарным профессором Стелленбосского университета (2010), адъюнкт-профессором Университета штата Вашингтон (2006—2007) и Xishuangbanna Tropical Botanical Garden Китайской АН (2004—2006), приглашённым профессором Чилийского (2010), Стелленбосского (2009), Гонконгского (1994) университетов, в 2009 году приглашённый фелло Университета Отаго, в 1997 году приглашённый исследователь Rancho Santa Ana Botanic Garden в Калифорнии, а в 1983—1984 годах — CSIRO Австралии.
Подготовил 15 аспирантов (Ph.D.).
С 2015 года шеф-редактор Proceedings of the Royal Society of London Ser. B.
В 2008—2009 годах вице-президент и в 2010—2011 годах президент Canadian Society for Ecology and Evolution, в 2010—2012 годах вице-президент по Северной Америке Society for the Study of Evolution.
Почётный иностранный член Американской академии искусств и наук (2009).
Автор более 200 рецензированных публикаций. Публиковался на страницах Scientific American.

## Награды и отличия
- NSERC EWR Steacie Memorial Fellowship (1988)
- Outstanding Teaching Award Торонтского университета (1992—1993)
- Northrop Frye Award (1999)
- Merit Award, высшая награда Ботанического общества Америки (2003)
- Centennial Award Ботанического общества Америки (2006)
- Lawson Medal, наиболее престижная награда Canadian Botanical Association (2006)
- Premier’s Discovery Award in Life Science and Medicine правительства Онтарио (2007), первый удостоенный
- Sewall Wright Award[англ.], American Society of Naturalists (2008)
- Flavelle Medal[англ.] Канадского королевского общества (2014)
- Медаль Дарвина — Уоллеса (2020)